# Elecciones estaduales de Amazonas de 1982
Las elecciones estatales de 1982 en Amazonas tuvieron lugar el 15 de noviembre como parte de elecciones generales en 23 estados brasileños y los territorios federales de Amapá y Roraima. El gobernador Gilberto Mestrinho, el vicegobernador Manoel Ribeiro, el senador Fábio Lucena, todos formando parte del Partido del Movimiento Democrático Brasileño (PMDB), ocho diputados federales y veinticuatro diputados estatales fueron elegidos en un momento en que los dos turnos en las elecciones mayoritarias no fueron monitoreados. La victoria en la elección de gobernador fue para el Partido del Movimiento Democrático Brasileño (PMDB) en la primera disputa directa desde la elección de Plínio Coelho parte del Partido Laborista Brasileño (PTB) en 1962 y en ella hubo voto vinculante, la subleyenda y la prohibición de coaliciones partidarias. También fue la última vez que los electores domiciliados en el Distrito Federal enviaron sus votos a Amazonas a través de urnas especiales.
En virtud del Acto Institucional Número Tres no hubo elecciones de alcaldes en Manaus y en algunos municipios del estado y en la capital del estado el gobernador eligió a Amazonino Mendes para administrarlo.
Fue la primera de las cuatro victorias del PMDB a la gubernatura del estado y Gilberto Mestrinho volvió al cargo en 1990 .

## Candidatos

### Gobernador
| Gobernador         | Gobernador | Gobernador | Cargos anteriores                             | Vicegobernador      | Vicegobernador | Vicegobernador | Nª |
| Candidato          | Partido    | Partido    | Cargos anteriores                             | Candidato           | Partido        | Partido        | Nª |
| ------------------ | ---------- | ---------- | --------------------------------------------- | ------------------- | -------------- | -------------- | -- |
| Josué Filho        |            | PDS        | Diputado Estatal por Amazonas (1979-1982)     | Mário Haddad        |                | PDS            | 1  |
| Osvaldo Coelho     |            | PT         | Sin cargo político anterior                   | Simpliciano Barbosa |                | PT             | 3  |
| Plínio Coelho      |            | PTB        | Gobernador de Amazonas (1955-1959; 1963-1964) | Clóvis Lemos Aguiar |                | PTB            | 2  |
| Gilberto Mestrinho |            | PMDB       | Gobernador de Amazonas (1969-1963)            | Manoel Ribeiro      |                | PMDB           | 5  |

#### Biografía del Gobernador Electo
La victoria en la disputa por el Palacio de Río Negro fue para el opositor Gilberto Mestrinho, víctima del Acto Institucional Número Uno al inicio del Régimen Militar de 1964 cuando era diputado federal por Roraima. Hasta entonces, la vida política de este industrial, profesor y revisor fiscal registró su nombramiento para la alcaldía de Manaus en 1956 y su elección para el gobierno del estado de Amazonas por el Partido Laborista Brasileño (PTB) en 1958 y diputado federal por el Partido Social Laborista (PST) de Roraima en 1962. Con sus derechos políticos suspendidos, volvió a la vida empresarial hasta el regreso del multipartidismo en 1980 en el gobierno de João Figueiredo, cuando volvió al Partido Laborista Brasileño (PTB), tan solo por unos meses hasta que por igual lapso de tiempo se unió al Partido Popular el proyecto de partido de Tancredo Neves hasta que igual que todos los miembros del partido se unieron al PMDB .

### Senador Federal
| Senador                 | Senador                                      | Senador | Cargos anteriores                        | Suplentes          | Suplentes | Suplentes | Nª |
| Candidato               | Partido                                      | Partido | Cargos anteriores                        | Candidato          | Partido   | Partido   | Nª |
| ----------------------- | -------------------------------------------- | ------- | ---------------------------------------- | ------------------ | --------- | --------- | -- |
| José Lindoso            |                                              | PDS     | Gobernador de Amazonas (1979-1982)       | [ Nota 2 ]         |           | PDS       | 10 |
| Domingos Sávio Lima     | Sin cargo político anterior                  | PDS     | 11                                       | [ Nota 2 ]         |           | PDS       |    |
| Sadie Hauache           | Sin cargo político anterior                  | PDS     | 12                                       | [ Nota 2 ]         |           | PDS       |    |
| Marlene Ribeiro Pardo   |                                              | PT      | Sin cargo político anterior              | Márcio Souza       |           | PT        | 30 |
| Evandro Carreira        | Senador Federal por Amazonas (1975-1983)     | PT      | Hildeberto Corrêa Dias                   | 31                 |           | PT        |    |
| Edmundo Levi            |                                              | PTB     | Senador Federal por Amazonas (1963-1965) | Júlio Lopes Seixas |           | PTB       | 40 |
| Edmundo Levi            | [ Nota 4 ]                                   | PTB     | Senador Federal por Amazonas (1963-1965) |                    |           | PTB       | 40 |
| Fábio Lucena            |                                              | PMDB    | Concejal de Manaus (1973-1983)           | [ Nota 2 ]         |           | PMDB      | 50 |
| Leopoldo Peres Sobrinho | Diputado Federal por Amazonas (1963-1975)    | PMDB    | 51                                       | [ Nota 2 ]         |           | PMDB      |    |
| Áureo Melo              | Diputado Federal de la Guanabara (1964-1967) | PMDB    | 52                                       | [ Nota 2 ]         |           | PMDB      |    |

#### Biografía del Senador Electo
En la elección para senador, se lanzaron diez candidatos con la victoria del concejal Fábio Lucena (PMDB) derrotado por el difunto João Bosco de Lima (ARENA) en 1978. Contemplado con un mandato de ocho años, prefirió postularse para un nuevo mandato en 1986, resultando victorioso. En las elecciones proporcionales, solo el PMDB y el PDS obtuvieron los escaños disputados.

## Resultados

### Gobernador
| Partido                   | Partido                   | Candidatos                | Votos   | %      |
| ------------------------- | ------------------------- | ------------------------- | ------- | ------ |
|                           | PMDB                      | Gilberto Mestrinho        | 201.182 | 53,66  |
|                           | PDS                       | Josué Filho               | 164.190 | 43,79  |
|                           | PT                        | Osvaldo Coelho            | 5.352   | 1,43   |
|                           | PTB                       | Plínio Coelho             | 4.203   | 1,12   |
|                           |                           |                           |         |        |
| Votos válidos             | Votos válidos             | Votos válidos             | 374.927 | 89,58  |
| Votos en blanco           | Votos en blanco           | Votos en blanco           | 14.169  | 7,89   |
| Votos nulos               | Votos nulos               | Votos nulos               | 12.029  | 2,53   |
| Total                     | Total                     | Total                     | 401.125 | 100,00 |
| Registrados/Participaciòn | Registrados/Participaciòn | Registrados/Participaciòn | 547.782 | 73,23  |

     Electo

### Senador Federal
| Partido                   | Partido                   | Candidatos                | Votos   | %      |
| ------------------------- | ------------------------- | ------------------------- | ------- | ------ |
|                           | Fábio Lucena              | Fábio Lucena              | 186.448 | 51,12  |
| Leopoldo Peres            | Leopoldo Peres            | 6.167                     | 1,69    |        |
| Áureo Melo                | Áureo Melo                | 2.676                     | 0,73    |        |
| PMDB                      | PMDB                      | PMDB                      | 195.291 | 53,54  |
|                           | Josué Filho               | Josué Filho               | 87.504  | 23,99  |
| Sadie Hauache             | Sadie Hauache             | 63.832                    | 17,50   |        |
| Domingos Sávio Lima       | Domingos Sávio Lima       | 8.893                     | 2,44    |        |
| PDS                       | PDS                       | PDS                       | 160.229 | 43,93  |
|                           | Marlene Ribeiro Pardo     | Marlene Ribeiro Pardo     | 4.479   | 1,23   |
| Evandro Carreira          | Evandro Carreira          | 902                       | 0,25    |        |
| PT                        | PT                        | PT                        | 5.381   | 1,48   |
|                           | PTB                       | Plínio Coelho             | 3.807   | 1,05   |
|                           |                           |                           |         |        |
| Votos válidos             | Votos válidos             | Votos válidos             | 364.708 | 90,92  |
| Votos en blanco           | Votos en blanco           | Votos en blanco           | 21.297  | 5,31   |
| Votos nulos               | Votos nulos               | Votos nulos               | 15.120  | 3,77   |
| Total                     | Total                     | Total                     | 401.125 | 100,00 |
| Registrados/Participaciòn | Registrados/Participaciòn | Registrados/Participaciòn | 547.782 | 73,23  |

     Electo

### Diputados federales electos
Los candidatos electos se enumeran con información adicional de la Cámara de Diputados.
| Diputados federales electos | Partido | Votos  | Ciudad de origen | Estado         |
| --------------------------- | ------- | ------ | ---------------- | -------------- |
| Carlos Alberto de Carli     | PMDB    | 96.383 | Campinas         | São Paulo      |
| Mário Frota                 | PMDB    | 35.224 | Granja           | Ceará          |
| José Fernandes              | PDS     | 33.138 | Careiro          | Amazonas       |
| Arthur Virgílio Neto        | PMDB    | 23.488 | Manaus           | Amazonas       |
| Vivaldo Frota               | PDS     | 19.520 | Boca do Acre     | Amazonas       |
| Josué de Souza              | PDS     | 18.957 | Itajaí           | Santa Catarina |
| José Lins                   | PDS     | 18.538 | Fonte Boa        | Amazonas       |
| Randolfo Bittencourt        | PMDB    | 16.399 | Manaus           | Amazonas       |

#### Por Partido/Federación
| Nª                        | Partido                                            | Votos   | %      | Escaños | ±           |
| ------------------------- | -------------------------------------------------- | ------- | ------ | ------- | ----------- |
| 5                         | Partido del Movimento Democrático Brasileño (PMDB) | 186.134 | 53,41  | 4       | Sin cambios |
| 1                         | Partido Democrático Social (PDS)                   | 153.435 | 44,03  | 4       | 2           |
| 3                         | Partido de los Trabajadores (PT)                   | 4.948   | 1,42   | 0       | Nuevo       |
| 4                         | Partido Laborista Brasileño (PTB)                  | 3.962   | 1,14   | 0       | Nuevo       |
|                           |                                                    |         |        |         |             |
| Votos válidos             | Votos válidos                                      | 348.479 | 86,88  |         |             |
| Votos en blanco           | Votos en blanco                                    | 31.295  | 7,80   |         |             |
| Votos nulos               | Votos nulos                                        | 21.351  | 5,32   |         |             |
| Total                     | Total                                              | 401.125 | 100,00 | 8       | 2           |
| Registrados/Participación | Registrados/Participación                          | 547.782 | 73,23  |         |             |

### Diputados estatales electos
En relación con los veinticuatro escaños de la Asamblea Legislativa de Amazonas, el PMDB ganó trece contra once del PDS .
| Diputados federales electos | Partido | Votos  | Ciudad de origen      | Estado    |
| --------------------------- | ------- | ------ | --------------------- | --------- |
| José Dutra                  | PMDB    | 15.215 | Barreirinha           | Amazonas  |
| João Tomé Mestrinho         | PMDB    | 14.968 | Manaus                | Amazonas  |
| Erasmo Amazonas             | PMDB    | 14.114 | Barreirinha           | Amazonas  |
| Beth Azize                  | PMDB    | 12.974 | Manacapuru            | Amazonas  |
| Samuel Peixoto              | PMDB    | 12.133 | Tabatinga             | Amazonas  |
| Messias Sampaio             | PMDB    | 11.150 | Manaus                | Amazonas  |
| Átila Lins                  | PDS     | 10.886 | Fonte Boa             | Amazonas  |
| Humberto Michiles           | PDS     | 10.668 | São Paulo             | São Paulo |
| José Maria Monteiro         | PMDB    | 10.299 | Manaquiri             | Amazonas  |
| José Costa de Aquino        | PMDB    | 9.580  | Manaus                | Amazonas  |
| Félix Valois                | PMDB    | 9.183  | Manaus                | Amazonas  |
| Cleuter Mendonça            | PDS     | 9.063  | Itacoatiara           | Amazonas  |
| Waldir Barros               | PDS     | 8.956  | Novo Aripuanã         | Amazonas  |
| Jamil Seffair               | PDS     | 8.510  | Manacapuru            | Amazonas  |
| Damião Alves de Melo        | PMDB    | 8.320  | Coari                 | Amazonas  |
| Francisco Queiroz           | PMDB    | 7.198  | Careiro da Várzea     | Amazonas  |
| Socorro Dutra               | PDS     | 7.025  | Boca do Acre          | Amazonas  |
| José Belo Ferreira          | PDS     | 6.903  | Manaus                | Amazonas  |
| Aristides Queiroz           | PDS     | 6.837  | Manaus                | Amazonas  |
| Natanael Rodrigues          | PDS     | 6.581  | São Paulo de Olivença | Amazonas  |
| João Pedro Costa            | PMDB    | 6.374  | Parintins             | Amazonas  |
| Homero Leão                 | PDS     | 6.145  | Maués                 | Amazonas  |
| Enéas Gonçalves             | PDS     | 6.132  | Parintins             | Amazonas  |
| Armando Freitas             | PMDB    | 6.128  | Manaus                | Amazonas  |

#### Por Partido/Federación
| Nª                        | Partido                                            | Votos   | %      | Escaños | ±           |
| ------------------------- | -------------------------------------------------- | ------- | ------ | ------- | ----------- |
| 5                         | Partido del Movimento Democrático Brasileño (PMDB) | 181.396 | 52,85  | 13      | 6           |
| 1                         | Partido Democrático Social (PDS)                   | 153.212 | 44,64  | 11      | Sin cambios |
| 3                         | Partido de los Trabajadores (PT)                   | 4.888   | 1,42   | 0       | Nuevo       |
| 4                         | Partido Laborista Brasileño (PTB)                  | 3.744   | 1,09   | 0       | Nuevo       |
|                           |                                                    |         |        |         |             |
| Votos válidos             | Votos válidos                                      | 343.240 | 85,57  |         |             |
| Votos en blanco           | Votos en blanco                                    | 34.631  | 8,63   |         |             |
| Votos nulos               | Votos nulos                                        | 23.254  | 5,80   |         |             |
| Total                     | Total                                              | 401.125 | 100,00 | 24      | 6           |
| Registrados/Participación | Registrados/Participación                          | 547.782 | 73,23  |         |             |